# خوووژنه
خوووژنه (به لهستانی:  Hołużne) یک روستا در لهستان است که در گمینا گرابوویتس واقع شده‌است. خوووژنه ۱۴۰ نفر جمعیت دارد.